# 向自由进击
《向自由进击》（日语：自由への進撃）是日本乐团Linked Horizon的第二张单曲，收錄了三首歌曲，于2013年7月10日由波丽佳音发行。

## 概要
本作是Linked Horizon继首张单曲《卢森达克小纪行》发行一年之后的第二张单曲。
曲目1《红莲的弓矢》（紅蓮の弓矢）被用作电视动画《进击的巨人》第一季中的前期片头曲，曲目2《自由之翼》（自由の翼）被用作該季的后期片头曲，而曲目3《倘若这墙内的世界是一个家》（もしこの壁の中が一軒の家だとしたら）则是Revo为这部动画所作的印象曲。
Revo称制作《红莲的弓矢》时，考虑到背景故事发生于战争环境下，因此在作曲中表现出了紧迫感，并加入了军乐的元素。此外，由于作品与“巨人”关联，因此加入了一些超级机器人和怪兽电影的元素，用渐强的铜管乐器表达巨人的暴力性和压迫感。初版的歌词更偏重于对主角的大肆赞美，但此后被否决，最终版本的歌词则表现的更加尖锐。
单曲发行之前，《红莲的弓矢》的电视版本音源已于2013年4月8日先行发布，并登上RecoChoku的每日动画类排行第一位、多玩国的每日动画类排行第二位、iTunes的动画类排行榜第一位和总排名第七位。。同年6月19日晚，主唱Revo出现于在东京涩谷街头的电子荧幕，并首度公开了《红莲的弓矢》的完整MV，由于歌曲的高人气，引来众多市民赶来围观，而部分螢幕因故中止播放时，甚至引来人群中的骚动。。此外，这首歌的无歌词字幕版本早在6月初就已登录于日本卡拉OK JOYSOUND的歌单上，并荣获单周总排行榜的冠军，中斷了Golden Bomber《娘娘的》（女々しくて）連續39星期的冠军紀錄。
銷量方面，《红莲的弓矢》和《自由之翼》兩首歌曲在RecoChoku、iTunes Store、mora等多個音樂下載網站上成為單日銷量冠軍，單曲CD也在發行首天登上Oricon公信榜日榜第2名。

## 收录曲目
单曲CD
（全部作詞、作曲、編曲：Revo）
1. [5:16][1]
  - 电视动画《进击的巨人》第1至13.5集片头曲
2. [5:28][1]
  - 电视动画《进击的巨人》第14至25集片头曲
3. [4:12][1]

DVD（初回限定盘）

## 参与人员
- 作词、作曲、编曲、主唱：Revo
- 主唱：柳麻美
- 对白：Sascha（日语：Sascha）
- 吉他：YUKI（日语：結城雅彦）
- 贝斯：长谷川淳
- 键盘：五十岚宏治
- 鼓手：淳士（日语：淳士）
- 打击乐：三泽魔太郎（日语：三沢またろう）
- 竖琴：朝川朋之（日语：朝川朋之）
- 弦乐：弦一彻弦乐组（日语：落合徹也）
- 木管乐器合奏：高桑英世木管合奏团
- 黄铜管乐：铃木正则铜管乐团
- 合唱：合唱团响-Kyo-[栗友会]&Ensemble音之叶（指挥：木场义则）